# Fernando Buesa
Fernando Buesa Blanco (Bilbao, 29 de mayo de 1946 - Vitoria, 22 de febrero de 2000) fue un abogado y político español, miembro del Partido Socialista de Euskadi - Euskadiko Ezkerra (PSE-EE), que ocupó diversos puestos de responsabilidad en las instituciones vascas, donde llegó a ser vicelehendakari. Murió asesinado por la banda terrorista ETA en 2000.

## Biografía
Estudió Derecho en Madrid y Barcelona y ejerció como abogado de 1970 a 1986 en Vitoria.  Comenzó su militancia en Democracia Cristiana Vasca para pasar después al Partido Socialista de Euskadi-PSOE y posteriormente al Partido Socialista de Euskadi-Euskadiko Ezkerra. Fue concejal en Vitoria (1983-1997), miembro del Parlamento Vasco (1984-2000) y Diputado General de Álava (1987-1991). Fue también vicelendakari y consejero de educación en un gobierno de coalición entre el PSE-EE y el  Partido Nacionalista Vasco (PNV) entre 1991 y 1994. Desde este puesto, dirigió el proceso que regularizó las ikastolas (colegios que fomentan el aprendizaje de la lengua vasca), integrándolas en la red pública del País Vasco o en el sector de la educación privada. Una vez fuera del Gobierno, siguió siendo el líder del PSE-EE en Álava y portavoz del grupo parlamentario en el Parlamento Vasco. 

## Muerte

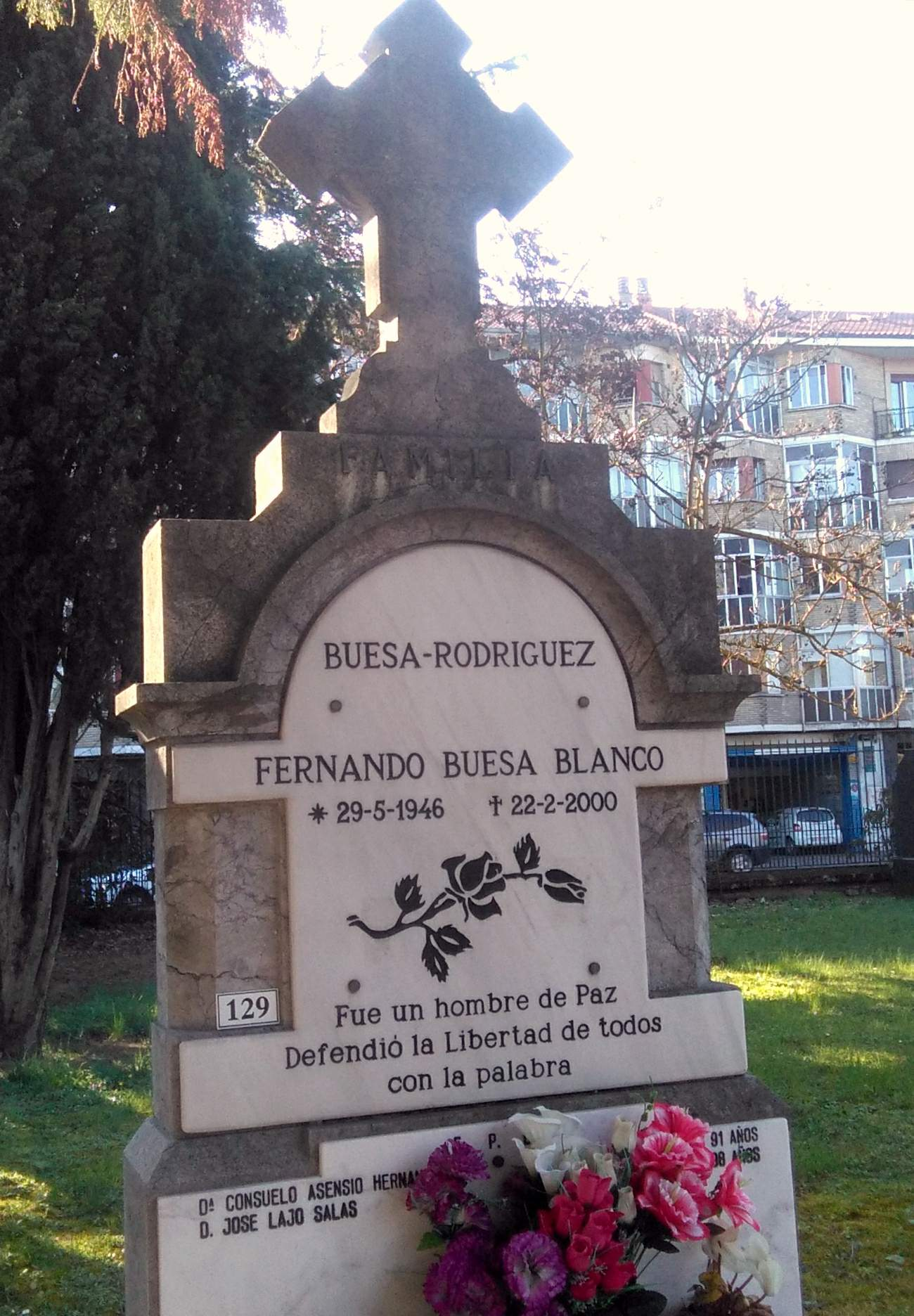
Tumba de Fernando Buesa en el cementerio de Santa Isabel de Vitoria

Como otros cargos políticos del País Vasco, estaba siendo protegido por el Departamento de Interior en previsión de un posible atentado de ETA. Esto finalmente ocurrió en febrero de 2000. Cuando caminaba por el campus de Vitoria de la Universidad del País Vasco, ETA hizo estallar un coche-bomba a su paso, matando a Buesa y a su escolta, el ertzaina alavés Jorge Díez Elorza. El doble asesinato inspiró el documental Asesinato en febrero,  dirigido por Eterio Ortega Santillana y producido por Elías Querejeta.
En marzo del año 2000, el pabellón vitoriano en el que juega el Baskonia, antes llamado Araba Arena, pasó a denominarse oficialmente Fernando Buesa Arena como homenaje al exconcejal, que una década antes de su asesinato había sido uno de los máximos impulsores de su construcción.
Era hermano de Mikel Buesa, exdirigente del Foro de Ermua y de Unión Progreso y Democracia, y de Jon Buesa, exdirector de aguas del Gobierno Vasco y militante del Partido Nacionalista Vasco.